# Protea curvata
Protea curvata (лат.) — дерево, вид рода Протея (Protea) семейства Протейные (Proteaceae), эндемик Драконовых гор в Южной Африке. Редкое дерево с эффектными тёмно-розовыми прицветниками и бледно-розовыми цветками.

## Ботаническое описание

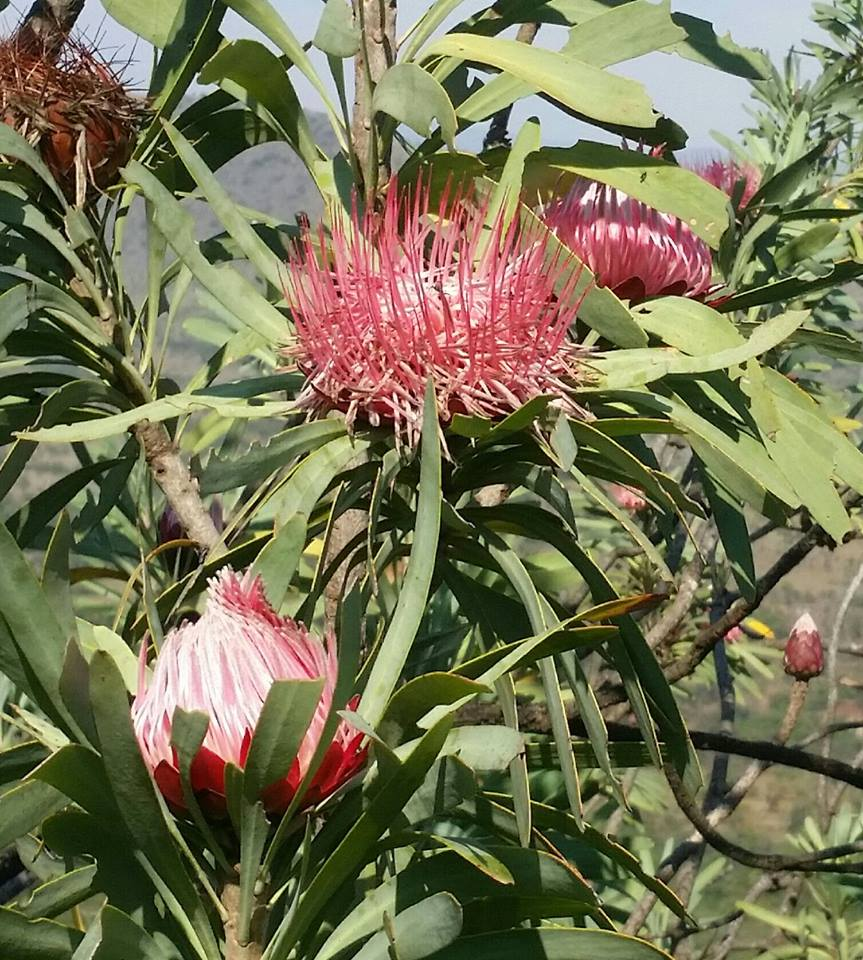
Цветущее дерево Protea curvata

Protea curvata — тонкое вечнозелёное дерево, достигающее 8 м в высоту и имеющее ствол 100—300 мм в диаметре. Кора в молодом возрасте коричневая, а в зрелом — чёрная. Молодые листья кустовые, кожистые, гладкие, сизые и узко продолговато-ланцетные, серповидные, длиной 110—200 мм и шириной 8-16 мм. Шаровидные цветочные головки диаметром 50-70 мм. Обёртывающие прицветники тёмно-розовые, с шелковистыми или бархатистыми волосками по краям и гладкие внизу; внешний ряд прицветников яйцевидный, длиной 7-30 мм и шириной 10-15 мм, внутренний ряд — яйцевидно-продолговатый, длиной 20-30 мм и шириной 8-16 мм. Околоцветник 50-60 мм длиной, розовый, с короткими светлыми волосками. Растение однодомное, то есть мужские и женские части заключены в один цветок. Цветёт с осени (май) до поздней весны (октябрь), обильно цветёт в середине зимы (июнь и июль). Цветочные головки остаются открытыми и рассеивают семена через 4 месяца после цветения в начале лета (с октября по декабрь).
Вид похож на разновидность P. caffra, ранее известную как P. rhodantha var. falcata, что встречается на востоке Клермонт-Вейл. У обоих видов серповидные листья и схожая форма роста, но отличаются цветочными головками.

## Таксономия
Впервые вид был обнаружен ботаником Эрнестом Эдвардом Галпином 13 июля 1895 года. Галпин был банкиром из Барбетона, который интересовался растениями и прославился как ботаник-любитель. Вид был описан английским ботаником Николасом Эдвардом Брауном.

## Распространение и местообитание
Protea curvata — эндемик Драконовых гор вокруг Барбертона в провинции Мпумаланга. Растёт на вершине гребня и южной оконечности невысокого холма на ферме Клермонт-Вейл, у реки Суидкаап. Произрастает в бушвельде, в субтропическом климате с летними дождями с годовыми осадками от 600 до 750 мм, в жарких и парных условиях на почве Джеймстаунского сланцевого пояса, образованного из ультраосновных пород, на высоте 850 м над уровнем моря.

## Охранный статус
Вид внесён в Красный список растений Южной Африки как уязвимый. Это редкий вид с очень ограниченным естественным ареалом. Ему потенциально угрожает потеря среды обитания из-за горнодобывающей деятельности, и в случае возобновления добычи он может оказаться в критической опасности или даже исчезнуть в дикой природе.